# Tarrafal (miasto)
Tarrafal – miasto w Republice Zielonego Przylądka; na wyspie Santiago; 6 656 mieszkańców (2010). Nazwa miejscowości wywodzi się od tamaryszka, rośliny rozpowszechnionej na wyspach, stąd kilka innych miejscowości też nosi tę nazwę. Ośrodek turystyczny dzięki malowniczo położonej piaszczystej plaży z palmami. W pobliżu portugalskie władze kolonialne umieściły więzienie polityczne, określane niekiedy mianem obozu koncentracyjnego, w którym przetrzymywano i torturowano opozycję polityczną i przywódców afrykańskich ruchów narodowowyzwoleńczych.